# Joannes Stigh
Joannes Stigh (Methodorus), född 1583 i Styrstads församling, död 3 november 1643 i Styrstads församling, Östergötlands län, var en svensk präst.

## Biografi
Joannes Stigh föddes 1583 i Styrstads församling. Han var son till kyrkoherden Jonas Stigh. Stigh blev 1604 student vid Uppsala universitet under namnet Methodorus. Han blev 1618 kyrkoherde i Styrstads församling och 1637 prost. Stigh avled 1643 i Styrstads församling.

### Familj
Stigh gifte sig 1618 med Christina Banck (1597–1673), dotter till kyrkoherden Johannes Banck i Furingstads församling och Brita Jonsdotter. De fick tillsammans barnen konsistorienotarien Jonas Stigh i Linköping, studenten Petrus Stigh (född 1625), Margareta Stigh, som var gift med kyrkoherden Andreas Oshagius i Västra Ryds församling, studenten Eric Stigh (född 1630), Susanna Stigh, som var gift med kyrkoherden Nicolaus Wesselius i Styrstads församling, Ingrid Stigh (död 1681), som var gift med apotekaren Christopher Weijer i Norrköping och apotekaren Georg Steffenhagen i Norrköping och Sara Stigh, som var gift med Olof Jonsson Östling. Efter Stighs död gifte Christina Banck om sig med kyrkoherden Johannes Rungius i Styrstads församling.